# Tetris Plus
Tetris Plus est un jeu vidéo de puzzle développé par Natsume et édité par Bullet-Proof Software, Jaleco et Nintendo sorti en 1996 sur arcade au Japon, puis plus tard dans l'année sur Game Boy, PlayStation et Saturn. Le jeu possède une suite, Tetris Plus 2, sortie en 1997.